# Räumung (Schach)
Die Räumung ist ein Motiv im Schachspiel, bei dem ein oder (seltener) mehrere Felder oder Linien freigemacht werden, damit diese von einem anderen Stein besetzt oder überschritten werden können. Ein Beispiel für eine Räumung zeigt die Studie von Siegbert Tarrasch, bei der das Feld g7 durch ein Bauernopfer geräumt wird. Ein anderes Beispiel für eine Linienräumung zeigt das untenstehende Diagramm. Dieser spezielle Fall der Räumung ist mit einer Bahnung verbunden. Eine einfache Art der Räumung, die in vielen Partien vorkommt, ist das Luftloch: Ein Bauernzug gibt dem König ein Fluchtfeld und soll ihn vor einem eventuellen Grundreihenmatt bewahren.
|   | a | b | c | d | e | f | g | h |   |
| 8 |   |   |   |   |   |   |   |   | 8 |
| 7 |   |   |   |   |   |   |   |   | 7 |
| 6 |   |   |   |   |   |   |   |   | 6 |
| 5 |   |   |   |   |   |   |   |   | 5 |
| 4 |   |   |   |   |   |   |   |   | 4 |
| 3 |   |   |   |   |   |   |   |   | 3 |
| 2 |   |   |   |   |   |   |   |   | 2 |
| 1 |   |   |   |   |   |   |   |   | 1 |
|   | a | b | c | d | e | f | g | h |   |

Durch die Räumung der ersten Reihe, jeweils mit Hinlenkung des schwarzen Königs nach h8, erzwang hier Weiß das Matt.

1. Th1–h8+ Kg8xh8

2. Td1–h1+ Kh8–g8

3. Th1–h8+ Kg8xh8

Nach dem Opfer der beiden Türme kann die Dame entscheidend eingreifen.

4. Dc1–h1+ Kh8–g8

5. Dh1–h7 matt

Dieses Matt ist auch als Damianos Matt bekannt.
Es gibt auch die gleichzeitige Räumung zweier Felder.